# Revêtement par poudre

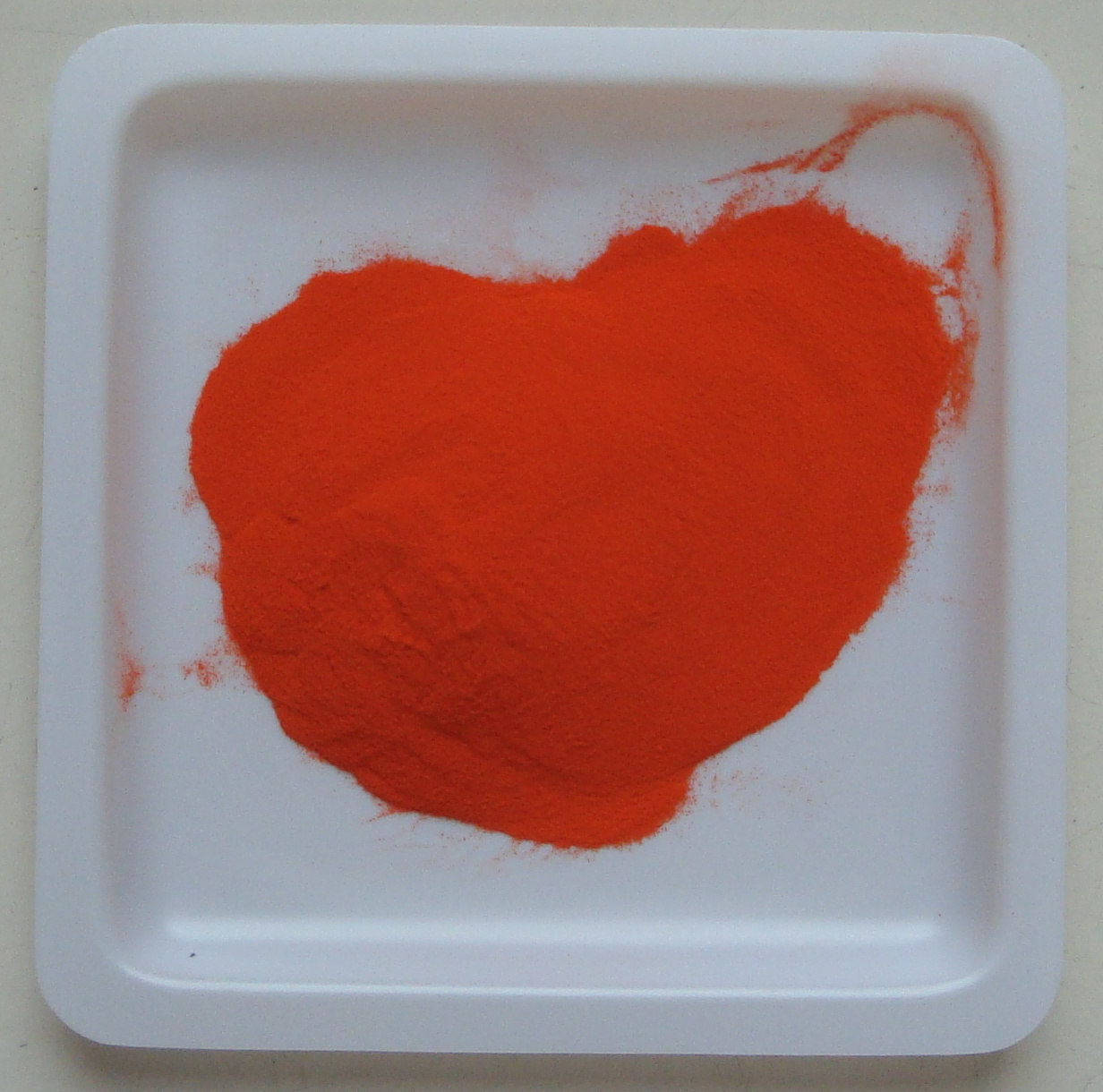
Poudre prête à l'utilisation.

Les procédés de revêtement par poudre sont des modes d'application sans solvant, utilisés dans l'industrie pour revêtir et protéger des supports métalliques. La peinture se présente sous la forme d'une résine en poudre thermoplastique (ex. : polyamide, polyéthylène) ou thermodurcissable (ex. : revêtement époxyde, à haute résistance chimique).

## Avantage
L'avantage de ces procédés est l'absence de solvant, ce qui présente un intérêt économique, environnemental, hygiénique et de sécurité du travail : risque d'incendie réduit, pas d'exposition respiratoire aux solvants ; cependant la protection des travailleurs est nécessaire pour éviter l'inhalation ou l'ingestion de la poudre. Le risque d'explosion en présence de sources chaudes, lié à la pulvérulence de la peinture en poudre est à prendre en considération.
Afin d'obtenir un revêtement définitif, il est indispensable de permettre à la peinture en poudre d'atteindre son aspect final. Cela se fait par chauffage de la pièce : 
- Pour les poudres thermoplastiques : chauffer la pièce revêtue au-delà du point de fusion de la peinture (autour de 150°C pour des polyamides).

- Pour les poudres thermodurcissables : chauffer la pièce revêtue à 180°C pendant 15 minutes environ pour un polyester (180°C est la température de la pièce revêtue - et non pas la consigne du four).

## Typologie

### Thermolaquage
Dans le cas du thermolaquage, aussi appelé projection électrostatique ou encore poudrage électrostatique, la projection de la peinture se fait au pistolet électrostatique, qui porte une charge positive. La peinture se présente sous la forme d'une poudre froide très fine qui est chargée (positivement) par un champ électrique. La pièce à peindre, conductrice, porte une charge opposée (négative) ; la poudre, attirée par la force de Coulomb, adhère ainsi provisoirement sur la pièce.
Puis la pièce est passée au four, ce qui permet la fusion et la polymérisation de la poudre thermodurcissable.
Cette technique convient aux pièces de formes complexes et de grand volume et est très utilisée dans le secteur automobile et pour le traitement des pièces métalliques de mobilier. Voir aussi Rilsanisation.
La qualité du thermolaquage dépend de la qualité de la préparation de surface et des caractéristiques de la poudre. Les principales résines utilisées sont du type époxyde, polyester, polyuréthane, acrylique et mixte (époxyde-polyester). L'utilisation d'une peinture en poudre de qualité « polyester architectural » permet d'offrir les meilleures caractéristiques de tenue aux atmosphères extérieures. Des certifications de qualité existent pour l'aluminium et l'acier.

### Enduction par trempage en bain fluidisé
Cette méthode consiste à réaliser une enduction par trempage. Le substrat à traiter est chauffé dans un four, à une température légèrement supérieure à la température de fusion de la poudre plastique ; puis il suffit de tremper la pièce chaude quelques secondes dans un bain de poudre préalablement fluidisé. La poudre fine en suspension fond immédiatement au contact du substrat chaud, sur lequel elle adhère, pour donner un revêtement uniforme. L'épaisseur du revêtement dépend de la durée du trempage.

### Pistolage au chalumeau

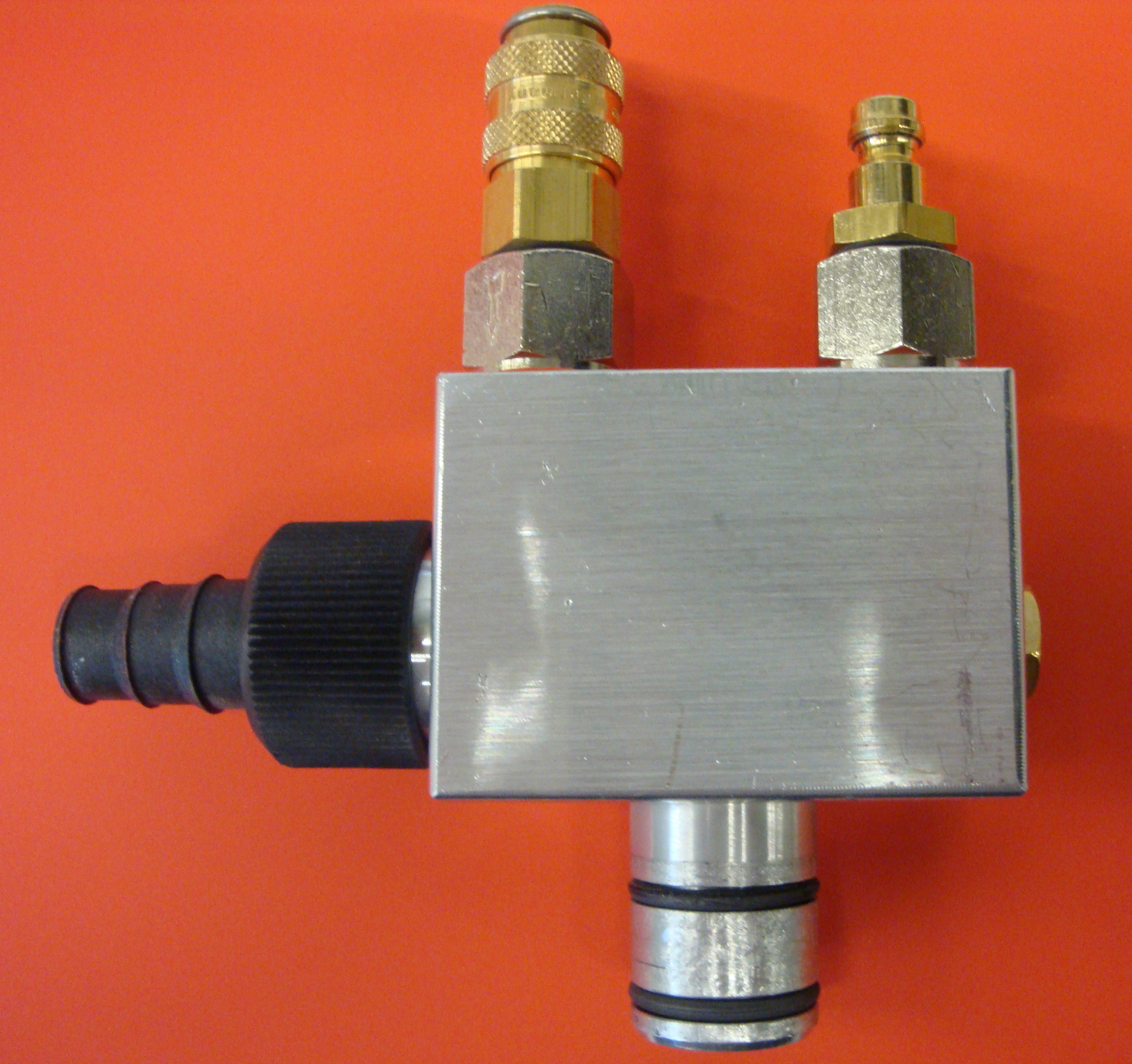
Injecteur d'un pistolet.

Le pistolet spécial utilisé possède quatre entrées : alimentation en air comprimé, acétylène (par exemple), oxygène et poudre plastique (stockée dans un réservoir). La poudre est projetée à travers la flamme du chalumeau oxyacétylénique. La résine fondue se dépose sur la surface à protéger.
Il se produit une certaine décomposition du polymère.
Voir aussi Projection thermique.